# Ricardo Souza Silva
Ricardo Souza Silva (* 26. November 1975 in São Paulo), auch bekannt als Ricardinho, ist ein ehemaliger brasilianischer Fußballspieler.

## Karriere
Ricardinho begann seine Karriere 1996 bei Nacional AC (SP). 1997 unterschrieb er einen Vertrag beim japanischen Erstligisten Nagoya Grampus Eight. 1998 wechselte er zu Bellmare Hiratsuka. 1999 wechselte er zu FC São Paulo. 2000 wechselte er zum japanischen Kawasaki Frontale. 2000 erreichte er das Finale des J.League Cup. 2001 wechselte er zu Coritiba FC. Danach spielte er bei Paulista FC, SC Internacional, SE Palmeiras und Botafogo FR. 2005 gewann er mit Paulista den Copa do Brasil. 2005 und 2006 wurde er mit Internacional Vizemeister der Campeonato Brasileiro. 

## Erfolge
São Paulo
- Staatsmeisterschaft von São Paulo: 2000

Paulista FC
- Brasilianischer Pokalsieger: 2005

Vitória
- Staatsmeisterschaft von Bahia: 2008

Sport
- Staatsmeisterschaft von Pernambuco: 2010

Botafogo
- Taça Rio: 2007